# لجستیک (فیلم)
لجستیک (به انگلیسی: Logistics) یک فیلم تجربی سوئدی محصول ۲۰۱۲ است که توسط اریکا مگنوسون و دانیل اندرسون نوشته و ساخته شده است. این فیلم با ۵۱۴۲۰ دقیقه (۸۵۷ ساعت یا ۳۵ روز و ۱۷ ساعت یا ۵ هفته) جزو طولانی‌ترین فیلم‌های جهان محسوب می‌شود.

## تولید و داستان
در سال ۲۰۰۸، اریکا مگنوسون و دانیل اندرسون از خود پرسیدند ابزارهای الکترونیکی مدرن از کجا می‌آیند. آنها این ایده را در نظر گرفتند که چرخه تولید یک دستگاه پدومتر را به ترتیب زمانی معکوس از فروش نهایی تا مبدأ و ساخت آن را دنبال و تبدیل به فیلم کنند. مسیر فیلم از استکهلم آغاز می‌شود سپس از طریق شهرهای یوتبری، برمرهافن، روتردام، آلخسیراس و مالاگا عبور می‌کند و در کارخانه تولیدی در شنژن، باو ان، چین به پایان می‌رسد.
این پروژه به صورت زمان واقعی فیلم‌برداری شد و در طول سفر به یک کارخانه و در مکان‌هایی در یک کارخانه، مسیر ساخت محصول را از فروشگاه در استکهلم که در آنجا دستگاه خریداری می‌شود تا تولید محصول در کارخانه چین فیلم‌برداری شد.

## اکران
نمایش فیلم ۵۱۴۲۰ دقیقه‌ای لجستیک (۵ هفته) در کتابخانه شهر اوپسالا از ۱ دسامبر ۲۰۱۲ تا ۶ ژانویه ۲۰۱۳ در خانه فرهنگ، استکهلم، نمایش داده شد و اولین نمایش جهانی خود را در جشنواره فیلم فریننگ شنژن ۲۰۱۴ داشت و همچنین به صورت آنلاین در دست پخش قرار گرفت.